# Google Сайти
Google Сайти (англ. Google Sites) — спрощений безкоштовний хостинг. Може використовуватися як частина Google Apps. Дозволяє за допомогою технології wiki зробити інформацію доступною для людей, які потребують її швидкої подачі. Користувачі сайту можуть працювати разом, додавати інформацію з інших додатків Google, наприклад Google Документи, Google Календар, YouTube, Picasa та з інших джерел.
Творець сайту може запрошувати інших користувачів для спільної роботи над сайтом, контролювати їх доступ до матеріалів. Сайт може бути використаний в private режимі, наприклад, для організації особистого wiki блокнота або для ведення записів по приватному проекту з доступом до інформації тільки після авторизації.
Служба «Google Сайти» замінила застарілу Google Page Creator.

## Обмеження
- 100 мегабайтів (безкоштовний акаунт) і 10 гігабайтів (користувачі Google Apps)[1].
- Анонімні коментарі заборонені, змінювати зміст (у тому числі додавати коментарі) можуть тільки авторизовані користувачі.
- Обмеження налаштувань оформлення: налаштовуються тільки колірна гама, розмір і стиль шрифтів; CSS не доступний; JavaScript не цілком підтримується, наприклад віджет Твіттер що працює на цьому коді доступний[2].
- Файл Site map обмежений 1000 посилань, хоча кількість сторінок на сайті необмежена[3].
- Вставка деяких об'єктів у візуальному редакторі можлива тільки на початок сторінки, переміщати об'єкти в інші місця сторінки потрібно вручну.
- Будь-який користувач може створити довільну кількість Google сайтів.

## Створення сайту
Для використання цього сервісу вам знадобиться обліковий запис Google. Для персонального використання надаються 100 Мб дискового простору, причому сайт може мати необмежену кількість сторінок. За замовчуванням вам виділяється доменне ім'я, але можна прив'язати і користувацький домен при його наявності.

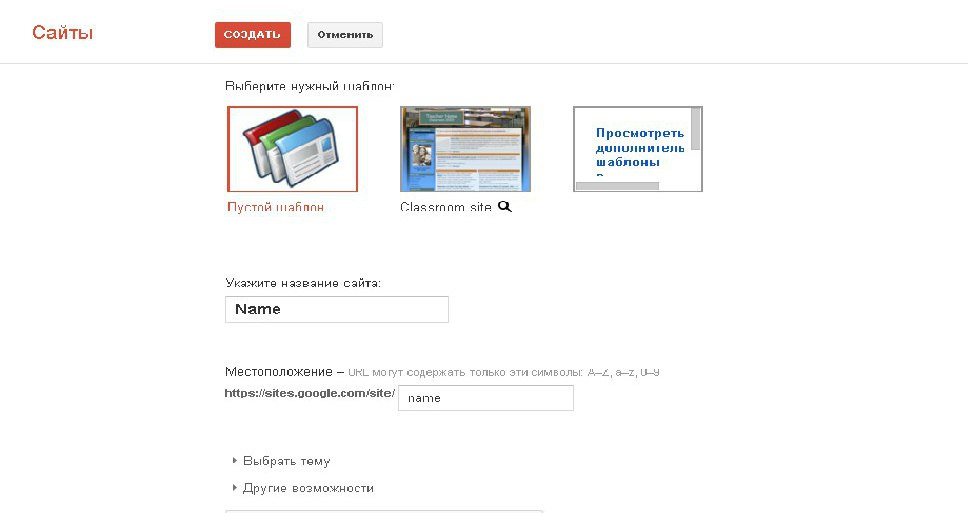
Головна сторінка створення сайту

Створення сайту починається з головної сторінки сервісу. Після натискання кнопки Створити вам буде запропоновано вказати назву сайту, його адреса, вибрати тему оформлення. Крім цього, можна налаштувати параметри доступу, що може бути корисно в тому випадку, якщо ви робите сторінку для обмеженого кола осіб.
Після створення сайту можна переходити до його заповнення. Редактор сторінок не складніше звичайного текстового редактора, так що якщо ви працювали наприклад в Google Документи, то тут вам здасться все простим і знайомим. Точно так же ви набираєте текст, посилання, змінюєте форматування, вставляєте таблиці, картинки і так далі. Крім цього, в меню вставки є додатковий розділ, який відповідає за взаємодію з іншими численними службами Google. Завдяки цьому ви зможете вставити в сторінку модуль AdSense, Календар, діаграму з Google Docs, картинку з Picasa, карту з Google Maps, ролик з YouTube і так далі.